# 海陽號巡防艦
海陽號飛彈巡防艦（舷號：FFG-936），為濟陽級巡防艦的五號艦，為中華民國海軍在1990年代初向美國海軍租借之諾克斯級巡防艦庫克號經過後續改良而成，隸屬海軍一六八艦隊。理論上雖然有租約到期問題，實務上有簽訂租約簽訂若干年後可以買斷方式處理的條款，所謂的租約只是避免政治衝擊的一種折衷作法，目前的海陽號屬於中華民國財產，同樣的手段在中和級戰車登陸艦的取得上也如出一轍。海陽艦的設計以遠洋反潛能力著稱，因此母港設於蘇澳港，在中華民國海軍服役以來主要負擔台灣東北部至東部海域的巡防任務。
由於原型諾克斯級是種以專業反潛艦為設計導向的艦艇，不可避免地得犧牲掉一些功能，尤其防空武力為甚，僅有一門Mk 42 127毫米54倍徑艦炮與一座MK 15方陣近迫武器系統充當自衛之用。在配備武進三型戰鬥系統的陽字號驅逐艦除役後，中華民國海軍將武三系統及標準一型飛彈重新安裝到海陽軍艦上，彌補對空能力之不足，並在定期保養時完成改裝。
目前濟陽級仍是中華民國海軍唯一同時配備大型低頻聲納及拖曳聲納陣列之艦種，完整反潛機能無出其右，目前美軍也找不到具備同等機能的相等噸位艦種取代。

## 艦史
美國將庫克號移交中華民國海軍，1995年8月4日海陽軍艦與同級艦蘭陽軍艦正式服役。
2008年下旬海陽軍艦完成「武三化」工程改裝。
2015年5月1日海陽艦與濟陽艦在高雄旗津碼頭舉行除役典禮，時任中華民國海軍司令李喜明上將親臨主持，並邀請歷任艦長及各級重要幹部共同見證，除役之後由向美國採購的兩艘成功級巡防艦銘傳號巡防艦和逢甲號巡防艦取代前述兩艘船齡較老、狀況較差的巡防艦。
2020年7月1日漢光36號演習時中華民國空軍再出動多架F-16V戰鬥機，以MK84型2000磅型通用炸彈對海上靶船進行轟炸後，中華民國海軍出動沱江號巡邏艦發射雄風三型反艦飛彈將兩艘靶船海陽號與合字級LCU登陸艇擊沉，其實原本海陽號還要接受SUT魚雷的攻擊，但疑似安全水線已經無法負荷而沉沒。

## 資料來源
1. 1 2 3 4 5 6  . 上報快訊. 2019年5月30日  [2019年5月30日]. （原始内容存档于2021年3月10日）.
2. ↑  今日新聞. . 今日傳媒. 2014-07-08  [2014-07-08]. （原始内容存档于2014-07-12） （中文（臺灣））.
3. ↑  美售台軍艦案 美媒關注 （页面存档备份，存于），聯合新聞網，2014年12月20日
4. ↑  採購另兩艘舊派里 海軍鬆口會審慎考量 （页面存档备份，存于），聯合新聞網，2014年12月20日
5. ↑  .   [2020-07-04]. （原始内容存档于2020-07-04）.
6. . 中央通訊社. 2013年2月16日  [2013年8月21日]. （原始内容存档于2013年3月26日） （中文（臺灣））.

## 外部連結
- （繁體中文）中華民國海軍>>軍艦艦史>>現役軍艦>>濟陽級飛彈巡防艦[]